# Hans Rudolf von Bischoffwerder

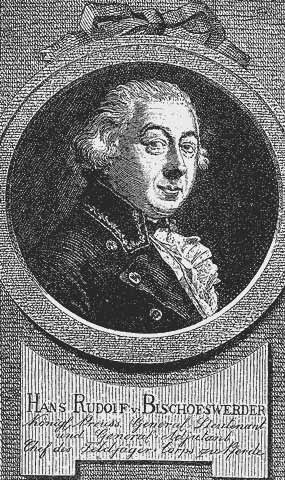
Johann Rudolf von Bischoffwerder

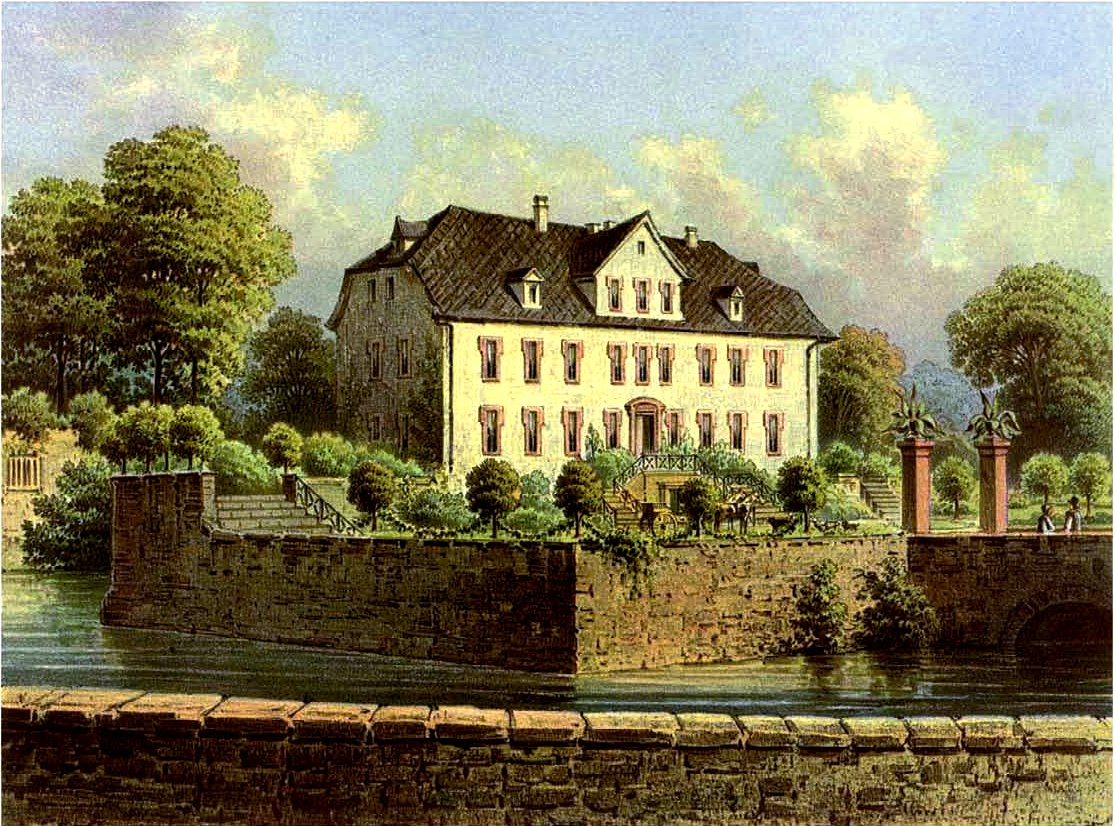
Geburtsort Rittergut Ostramondra, um 1860

Johann „Hans“ Rudolf von Bischoffwerder (* 13. November 1741 in Ostramondra; † 30. oder 31. Oktober 1803 in Marquardt) war ein preußischer Generalmajor sowie Günstling und Berater Friedrich Wilhelms II. von Preußen.

## Leben
Hans Rudolf stammte aus der sächsischen Adelsfamilie von Bischofswerder. Sein Vater Hans Rudolf von Bischoffwerder (1707–1754) war in Kursachsen Rittmeister, wurde in Frankreich Major und Adjutant Moritz von Sachsens und starb als niederländischer Oberst in Den Haag. Dessen Ehefrau, Henriette Wilhelmine von Bünau, war die Tochter des 1723 verstorbenen Besitzers des Ritterguts Ostramondra, das als Mannlehen an deren zwei Brüder fiel.
Hans Rudolf studierte ab 1756 Rechtswissenschaften an der Universität Halle. Am 25. November 1758 wurde er in die Freimaurerloge „Philadelphia zu den drei goldenen Armen“ in Halle aufgenommen. Er trat 1760 in das Kürassierregimenter„Leib-Carabiniers“ ein, wo er 1761 zum Fähnrich ernannt wurde. 1762 nahm er in der Schlacht bei Freiberg teil. Nach dem Hubertusburger Frieden nahm Bischoffwerder im Juli 1763 seinen Abschied und wurde Kammerherr am kursächsischen Hof und Stallmeister des Herzogs Karl von Kurland. 1764 heiratete er Christiane von Wilcke, die Tochter eines kursächsischen Kammerherren. 1765 trat er in die schottische Loge „Zur gekrönten Schlange“ in Görlitz ein, die der Strikten Observanz anhing, und nahm bald darauf in diesem System das Amt eines Superiors und Protektors der VII. Provinz in Sachsen wahr. Als Ritter „Eques a grypho“ (lat.: Ritter vom Greifen) wurde er zu einer der führenden Persönlichkeiten der Strikten Observanz in Sachsen.
Er war der Magie, Alchemie und Mystik zugetan und fiel dabei auf den Betrug Gottlieb Franz von Gugomos’ (1742–1816) und die Geisterbeschwörungen Johann Georg Schrepfers herein, bei dessen mysteriösem Tod im Jahre 1774 er zugegen war. Später nutzte er angeblich die der Erzeugung von Spukerscheinungen dienenden Apparate Schrepfers für seine eigenen Zwecke. Ebenso hatte er Kontakt zu dem Grafen von Saint Germain, den er 1777 im Auftrag seines intimen Freundes, des Herzogs von Friedrich August von Braunschweig-Oels, besuchte, um sich ein persönliches Urteil über ihn und seine Vertrautheit mit den Rosenkreuzern zu bilden.
1778 trat Bischoffwerder wieder in preußische Dienste und kam in die Umgebung des Kronprinzen, des späteren Königs Friedrich Wilhelm II., dessen Vertrauen er gewann. Gemeinsam mit dem einflussreichen Minister Johann Christoph von Wöllner nutzte er die Leichtgläubigkeit des Kronprinzen aus und interessierte ihn für Geisterbeschwörungen, die er trickreich inszenierte. Bischoffwerder, Mitglied des Gold- und Rosenkreuzerordens in Berlin-Potsdam, erreichte schließlich, dass sich der Kronprinz 1781 unter dem Namen Ormerus Magnus in den Orden der Gold- und Rosenkreuzer aufnehmen ließ.
Nach seiner Thronbesteigung 1786 beförderte Friedrich Wilhelm II. Bischoffwerder zum Oberstleutnant und ernannte ihn zu seinem Flügel- und 1789 zum Generaladjutanten, 1790 zum Chef des Reitenden Feldjägerkorps und 1791 zum Generalmajor. Bischoffwerder gewann immer größeren Einfluss am Hof. Für seine Verdienste erhielt er den Schwarzen Adlerorden.
In Briesnitz bei Dresden, dem Landsitz des Kabbalisten Wolf Benjamin Eibeschütz, fanden Treffen mit österreichischen Diplomaten statt, um die Achse Dresden–Berlin–Wien zu stärken. Gleichzeitig wurden kabbalistische und rosenkreuzerische Angelegenheiten besprochen.
Als vertrauter Berater bewog er den König 1790 zu einer Annäherung an Österreich und zur Verständigung über die Haltung gegen das revolutionäre Frankreich in der Reichenbacher Konvention, die 1792 den ersten Koalitionskrieg zur Folge hatte. Dessen negativer Verlauf führte zur Abwendung des Königs von Bischoffwerder, dennoch erhielt er als preußischer Außenminister bei der Teilung Polens 1793 noch große Güterkomplexe vom König. Nach Friedrich Wilhelms II. Tod 1797 überbrachte er dem neuen Herrscher die königlichen Insignien, wurde aber 1798 verabschiedet und pensioniert und starb am 30. oder 31. Oktober 1803 auf seinem Landgut Marquardt bei Potsdam.

## Familie
Er war zweimal verheiratet. Seine erste Frau wurde 1764 Luise Christiane von Wilcke, Enkeltochter des Generals Ernst Ludwig von Wilcke, aus dem Haus Ammelshain von der er 1794 geschieden wurde. Sie hatten drei Töchter:
- Marianne (1767–1789)
- Charlotte (1767–1812), Hofdame
- Caroline Erdmuthe Christiane († 1842), Hofdame

Seine zweite Frau wurde 1795 Wilhelmine Katharine von Tarrach (1757–1833). Ihr Vater war der Geheime Finanzrat von Tarrach in Tilsit. Es war auch ihre zweite Heirat. Ihr erster Mann war der Graf Franz Ignatz von Pinto (1725–1788). Das Paar hatte einen Sohn und drei Töchter:
- Johanna Rudolfine Luitgarde (1794–1869) ⚭ Konstantin von Witzleben (1784–1845), preußischer Generalleutnant
- Anna Blanca Hedwig (1797–1824) ⚭ 1816 August Friedrich Karl von Maltzahn (1793–1825)
- Bertha (1799–1824) ⚭ Heinrich von Ostau (1790–1872), preußischer Generalmajor

Mit seinem Sohn Generalleutnant Hans Rudolf Wilhelm Ferdinand (1795–1858) erlosch das Geschlecht der Bischoffwerder in Preußen.